# بر رجیس
بر رجیس (به انگلیسی: Bere Regis) یک روستا و محله مدنی در بریتانیا است که در بوربک واقع شده‌است. بر رجیس ۱٬۷۴۵ نفر جمعیت دارد.